# روبرت براون (لاعب كريكت)
روبرت براون (15 ديسمبر 1850 في نيوزيلندا - 8 ديسمبر 1934) (بالإنجليزية: Robert Brown)‏ هو لاعب كريكت نيوزلندي.

## وصلات خارجية
- روبرت براون على موقع إي آس بي آن كريك إنفو (الإنجليزية)